# Rubén Dri
Rubén Rufino Dri (Federación, Entre Ríos, Argentina, 11 de agosto de 1929) es un filósofo, teólogo, profesor, investigador y militante social argentino. Perteneció al Movimiento de Sacerdotes para el Tercer Mundo.

## Biografía
Nació en Federación, provincia de Entre Ríos, en 1929. Sus padres fueron campesinos. Se ordenó sacerdote siguiendo los deseos de su madre. Estudió teología en la Pontificia Universidad Salesiana enTurín, Italia. Hizo estudios de filosofía en Francia donde obtuvo un doctorado. En los años 60 comenzó a militar en las Fuerzas Armadas Peronistas y el Peronismo de Base y participó en la fundación del Movimiento de Sacerdotes para el Tercer Mundo (MSTM). En 1974 dejó de ser sacerdote para pasar a la clandestinidad, luego de escapar en la norteña provincia del Chaco a un cerco que el ejército tendió a la guerrilla de las FAP. En Buenos Aires, trabajó dos años en un frigorífico y tuvo que exiliarse en México después del golpe militar de 1976. 
En el exilio, cursó estudios en ciencias sociales en la Universidad Nacional Autónoma de México (UNAM), a la vez que ejerció la docencia, en el Instituto Teológico de Estudios Superiores (ITES) del Distrito Federal. Regresó a su país en 1984 y fue profesor universitario e investigador en la Facultad de Ciencias Sociales de la Universidad de Buenos Aires. Es nombrado Profesor Consulto en 1999. Luego de diciembre de 2001, participó activamente en una asamblea barrial de la ciudad de Buenos Aires.
En Venezuela donde fue entrevistado por el semanario Debate Socialista, publicación hermana de Punto Final, afirmó sobre el MSTM:

El Movimiento Sacerdotes para el Tercer Mundo se caracterizó por su intento de recuperar las raíces liberadoras del cristianismo. Teníamos una inserción social y política muy fuerte. Esto nos llevó a identificarnos con los sectores populares cometiendo lo que podría denominarse "una traición de clase". Traición a una estructura que perteneció siempre a la clase dominante. Nos habíamos pasado al bando de los dominados, de los pobres, de la clase obrera. Esto nos llevó a muchos enfrentamientos, tanto con los poderes políticos como militares, también con las estructuras eclesiásticas, porque todos estaban mancomunados
Rubén Dri, 9 de julio de 2012 

Gestiona y dirige la revista de teoría social Diaporías.

## Obra publicada
- Ethos, ética y sociedad. Buenos Aires: Biblos. 2020. ISBN 978-987-691-847-3.
- Los modos del saber y su periodización. Buenos Aires: Ediciones Letra Buena. 1994. ISBN 950-777-067-4.
- Símbolos y fetiches religiosos en las construcciones de la identidad popular. ISBN 978-950-786-393-6.
- Los caminos de la racionalidad. ISBN 950-786-272-2
- Proceso a la Iglesia Argentina. Las relaciones de la jerarquía eclesiástica y los gobiernos de Alfonsín y Menem. ISBN 978-950-786-154-3.

El investigador Marcelo González, propone agrupar la siguiente producción intelectual de Rubén Dri en torno a los ejes:
-1967-1973
- Sentido, función y vigencia de la filosofía 1. Actas de II Congreso Nacional de Filosofía. Buenos Aires: Sudamericana. 1973 [1971]. pp. 56-85.

-En torno a Hegel
- Razón y libertad. ISBN 978-950-786-065-2.
- Revolución burguesa y nueva racionalidad. ISBN 978-950-786-059-1.
- Intersubjetividad y reino de la verdad. ISBN 950-786-552-7.
- La odisea de la conciencia moderna. Hermenéutica del capítulo VI de la Fenomenología del espíritu. ISBN 978-950-786-216-8.
- La utopía que todo lo mueve. Hermenéutica de la religión y el saber absoluto en la fenomenología del espíritu. ISBN 978-950-786-297-7.
- Racionalidad, sujeto y poder. ISBN 978-950-786-331-8.
- La rosa en la cruz. La filosofía política hegeliana. ISBN 978-950-786-760-6.
- Hegel y la lógica de la liberación. ISBN 978-950-786-631-9.
- La fenomenología del espíritu de Hegel. ISBN 978-950-786-552-7

-Iglesia, religión, liberación
- Teología y Dominación. Buenos Aires: Rodablanco. 1987.

- La utopía de Jesús (1987). ISBN 978-950-786-153-6.

- El movimiento antiimperialista de Jesús. Jesús en los conflictos de su tiempo. ISBN 978-950-786-430-8.
- Las dos Iglesias: la profética y la sacerdotal. Buenos Aires: Biblos. 2018.
- Autoritarismo y democracia en la Biblia y en la Iglesia. ISBN 950-786-109-2.

-Poder popular
- Movimientos Sociales. La emergencia del nuevo espíritu. ISBN 978-987-1399-08-6.
- La revolución de las asambleas. ISBN 978-987-22790-0-4.

## Premios y distinciones
Recibió el doctorado honoris causa otorgado por la Universidad Nacional de La Plata. En abril de 2025 la Legislatura de la Ciudad Autónoma de Buenos Aires lo distinguió Personalidad Destacada de la Ciudad Autónoma de Buenos Aires en el ámbito de los derechos humanos.